# 绵课
庄襄亲王绵课（1763年—1826年），滿洲愛新覺羅氏。清圣祖第十六子庄恪亲王允禄的曾孙，弘普之孙，三等奉国将军永珂之子，為第5任庄亲王（1788年－1826年）。
乾隆五十三年（1788年）袭其伯父庄慎亲王永瑺之爵为庄親王，历任都统、领侍卫内大臣、御前大臣。嘉慶六年，綿課因不能約束家奴，使其騎馬奔馳、衝撞儀仗，而被革去領侍衛內大臣、都統、閱兵大臣的職務，並被罰俸二年。嘉庆十八年（1813年），林清领导天理教攻入紫禁城宫门，绵课持械反击，射伤一人得旨意议叙。嘉庆帝木兰秋狝，徹查嘉慶兵部大印丟失案不称上旨，罢兼任职务罚俸，但後續結案後官復原職。道光二年（1822年），道光帝因为他承办修建裕陵隆恩殿工程草率，降为郡王。道光四年（1824年）重修工程完毕恢复亲王，道光六年（1826年）绵课薨，谥号襄。

## 家庭

### 妻妾
- 嫡福晉完顏氏：參將哈豐阿之女，嘉慶帝恕妃之姐妹。
- 側福晉俞氏：六品典衙福山之女。
- 側福晉夏氏：六品典衙和申布之女。原為側室，後晉封為側福晉[3]。
- 側福晉王氏：靈珠之女。原為側室，後晉封為側福晉[4]。
- 庶福晉洪氏：洪金鐸之女。
- 庶福晉馬氏：馬棟之女。
- 庶福晉趙氏：六品典衙舒隆阿之女。
- 庶福晉李氏：李文保之女。
- 庶福晉張氏：張書紳之女。